# Onești (Strășeni)
Onești è un comune della Moldavia situato nel distretto di Strășeni di 924 abitanti al censimento del 2004.